# 沖野綾亜のチルドキ!!
『沖野綾亜のチルドキ!!』（おきのあやのチルドキ）は、RBCiラジオ（琉球放送）で放送されているラジオ番組。RBCアナウンサー沖野綾亜がパーソナリティを務める。2021年4月4日放送開始。

## 概要
2019年に入社した沖野にとっての初めての冠レギュラー番組。番組のタイトルは英語で「くつろぐ」「のんびりする」という意味の「チル」と「ドキドキ」を掛け合わせた造語。
TBSラジオ 『 爆笑問題の日曜サンデー 』 の番組内企画「 爆笑問題 presents 全日本 ラジオ新番組選手権 2021 」へのノミネート（後述）に加え、局内の別の番組である『 ラジオBar南国の夜 』 でも話題になり、リスナーを獲得することとなる。
番組途中11:45～12:00に内包番組「きゃんひとみの琉球花物語」が放送される。なお、2022年3月までは11:30〜12:00に内包番組「只今いきものんちゅ」が放送されたが、土曜日に放送されている『ナガハマヒロキの週刊リッスン』の内包番組だった「琉球花物語」との内包番組同士で時間帯を変えず相互に交換した。
番組ではYouTube Liveでスタジオの様子を生配信している。(但し、CDなどの音源は著作権上無音になる。)

## パーソナリティ

### メインパーソナリティ
- 沖野綾亜 （RBCアナウンサー）

### 沖野休演時の代理
- 稲森彩（元RBCアナウンサー）
2022年3月20日放送分で休暇中の沖野の代役としてメインパーソナリティを務めた[2]。通常時はニュース担当者として多く出演。2022年6月30日にRBCを退社したため、同年6月26日が最後の出演となった。
- 本行慶子 （RBCアナウンサー）
2022年9月18日[3]及び2023年3月19日、2023年8月13日放送分で休暇中の沖野の代役としてメインパーソナリティを務めた。通常時はニュース担当者として多く出演。
- 仲村美涼（RBCアナウンサー）
2023年2月26日放送で、インフルエンザで休演した沖野の代理でメインパーソナリティを務めた。また2021年5月2日、2023年3月5日・3月19日にはニュース担当者として出演している。
- 嘉大雅（RBCアナウンサー）
2023年10月15日放送で、前日のTBSテレビの特番「オールスター感謝祭」で「赤坂5丁目!ミニマラソン」に出場した絡みで休演した沖野の代理でメインパーソナリティを務めた。ニュース担当者としても出演。

## コーナー
琉球放送ウェブサイトの番組ブログをもとにコーナーを記載する。
- 10:45 - 新感覚！チルクイズ☆
- 11:15 - 歌ってみた！かけてみた！
- 12:20 - チルドキ！！映画情報
- 13:00 - 今週のチルドルチェ
- 13:20 - 今週のゲストさん

通常放送時は12:30頃にRBCニュース・天気予報を放送。ニュース担当者はその後沖野（もしくは代理パーソナリティ）と数分トークを行う。

## 放送時間
- 日曜日10:00 - 11:30（第1部） 12:00 - 14:00（第2部）（2021年4月4日 - 2022年3月27日）
- 日曜日10:00 - 11:45（第1部） 12:00 - 14:00（第2部）（2022年4月3日 - ）[5]

## エピソード
- TBSラジオ『 爆笑問題の日曜サンデー 』 2021年4月25日放送の 「 爆笑問題presents 全日本 ラジオ新番組選手権2021 」 にノミネートされ、全国に知られるようになる[6][7]。
- 2022年1月22日には『ラジオBar南国の夜』のパーソナリティである與古田忠をゲストに招き、番組初の有料配信イベント『沖野綾亜のチルドキ！！ オンラインカフェ』を開催した[8]。同年6月25日にも同様の企画が行われ、この時は先述の稲森彩の退社記念として「はぴるん、宇宙に帰るの巻」[注 1]というサブタイトルが付いていた。
- TBSラジオ『 爆笑問題の日曜サンデー 』 2022年12月25日放送の 「 珍プレー好プレー大賞2022 」 にノミネートされ、836票を獲得して「三珍」第1位となった[10][11]。